# Wilhelmine Lasser
Wilhelmine Lasser (* 19. Mai 1889 in München als Wilhelmine „Vilma“ Anna Ritscher; † 22. September 1963 in München)  war eine deutsche Internistin und Pädiaterin.

## Leben
Die Tochter des Kaufmanns Julius Ritscher und Regina Ritscher (geb. Fürst Ola) machte 1908 ihr Abitur am Königlichen Wittelsbachergymnasium in München und studierte vom Wintersemester 1908/09 bis zum Wintersemester 1913/14 Medizin an der Ludwig-Maximilians-Universität München.
Sie wurde 1914 als Ärztin approbiert und arbeitete bis 1918 als Assistenzärztin am Rudolf-Virchow-Krankenhaus in Berlin. Von 1921 bis 1937 wird sie als niedergelassene Fachärztin für Innere Krankheiten und Kinderärztin in München geführt und arbeitete als Ärztin am Krankenhaus München-Schwabing sowie zwei Jahre im Säuglingskankenhaus in der Lachnerstraße. Nach dem Tode ihres Mannes, dem Kunstmaler Hans Lasser verlegte sie 1932 ihre Praxis in sein ehemaliges Atelier in der Hilthenbergstraße (auch Hiltenspergerstraße).
Unter den Nationalsozialisten musste sie gravierende Veränderungen ertragen. Nach dem Gesetz zur Wiederherstellung des Berufsbeamtentums vom 7. April 1933 zur Jüdin erklärt, folgt damit 1934 der Entzug der Kassenzulassung. Ihr Arbeitsverhältnis bei der Säuglingsberatungsstelle in München in der Steinstraße wurde gekündigt. Sie wird im „Verzeichnis der nichtarischen und staatsfeindlichen Ärzte, Zahnärzte und Dentisten“ der Krankenkasse der Deutschen Angestellten vom 1. Oktober 1934 aufgeführt. Obwohl sie auch 1937 noch im Reichsmedizinalkalender als „Sportärztin in München“ geführt wird, hat sie bereits 1935 München verlassen, um in Kanton (China) als Missionsärztin zu arbeiten. 1938 wurde sie Missionsärztin bei der Englischen Missionsgesellschaft bis schließlich die chinesische Regierung ihrer Tätigkeit 1950 ein Ende setzte. Sie kehrte am 1. Oktober 1950 nach München zurück und bemühte sich dort erneut um die Kassenzulassung, die sie am 1. Juni 1951 erhielt. Damit arbeitete sie als Ärztin im Altersheim St. Martin und praktizierte noch weitere 12 Jahre.

## Schriften
- Die kogenitale Nierendystopie München, Diss. med. von 1914
- Angeborene Wortblindheit (Bradylexie) beim nicht schwachsinnigen Kind in Zeitschrift für Kinderheilkunde Bd. 22 (1919) o. S.